# Paramelomys gressitti
Paramelomys gressitti là một loài động vật có vú trong họ Chuột, bộ Gặm nhấm. Loài này được Menzies miêu tả năm 1996.